# Breedevallei
Breedevallei (officieel Breede Valley Local Municipality; Afrikaans: Breedevallei Plaaslike Munisipaliteit) is een gemeente in het Zuid-Afrikaanse district Kaapse Wynland.
Breedevallei ligt in de provincie West-Kaap en telt 166.825 inwoners.

## Hoofdplaatsen
Breedevallei is op zijn beurt nog eens verdeeld in vijf hoofdplaatsen (Afrikaans: nedersettings) en de hoofdstad van de gemeente is de hoofdplaats Worcester.
- De Doorns
- Rawsonville
- Riverview
- Touwsrivier
- Worcester